# Robert Grant Aitken
Robert Grant Aitken (Jackson, 31 dicembre 1864 – Berkeley, 29 ottobre 1951) è stato un astronomo statunitense.
Ha lavorato all'Osservatorio Lick dove ha cominciato a studiare sistematicamente le stelle doppie, misurando la loro posizione e calcolando le loro orbite.

## Riconoscimenti
- Bruce Medal (1926)
- Gold Medal of the Royal Astronomical Society (1932)
- Medaglia Rittenhouse (1934)

A Robert Grant Aitken la UAI ha intitolato il cratere lunare Aitken  e un asteroide, 3070 Aitken .